# Cahal Daly

Wapen

Cahal Brendan Daly (Loughguile, 1 oktober 1917 - Belfast, 31 december 2009) was een Iers aartsbisschop en kardinaal.
Hij was het derde kind uit het gezin van zeven kinderen van de onderwijzer Charles Daly en Susan Conolly. Hij studeerde aan de universiteit van Belfast en aan het Nationaal Iers Seminarie in Maynooth.
Daly werd in 1941 priester gewijd. Hij woonde het Tweede Vaticaans Concilie bij als adviseur van de Ierse bisschoppenconferentie. In 1967 werd hij bisschop van het bisdom Ardagh en Clonmacnoise en in 1982 van het bisdom Down and Connor. In 1990 werd bij aartsbisschop van het aartsbisdom Armagh en primaat van geheel Ierland. In 1991 volgde zijn verheffing tot kardinaal met als titelkerk San Patrizio. Hij ging in 1996 met emeritaat.
De conservatieve kardinaal stond bekend om zijn verzet tegen het IRA-geweld. Het verzet van Daly was voor sommige gelovigen reden om uit de kerk te stappen. Ook was de kardinaal een fel tegenstander van legalisering van echtscheiding. Na een referendum in de jaren 1990 kon hij echter niet verhinderen dat scheiden legaal werd.
De kardinaal overleed enkele dagen nadat hij met hartproblemen was opgenomen in het ziekenhuis van Belfast. Paus Benedictus XVI stuurde een condoleance-telegram aan Dalys opvolger Seán Baptist Brady. Hierin roemde de paus met name Daly's inspanningen voor de vrede in Noord-Ierland.
- Bibliothèque nationale de France: cb16153813g (data)
- Gemeinsame Normdatei: 120955601
- International Standard Name Identifier: 0000 0001 1475 7619
- Library of Congress Control Number: n85066457
- Nationale Bibliotheek van Israël: 987007454818605171
- Système universitaire de documentation: 079328407
- Virtual International Authority File: 93635000
- WorldCat: E39PBJxrVgBmr38rDctjMHPfbd